# Martin Henderson

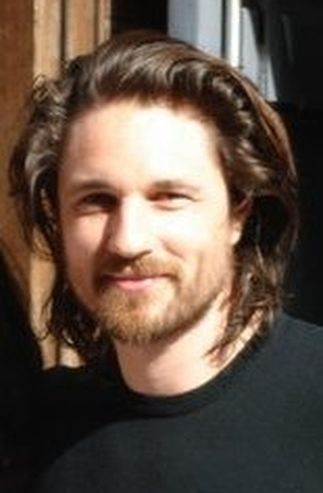
Martin Henderson (2005)

Martin Henderson (* 8. Oktober 1974 in Auckland, Neuseeland) ist ein neuseeländischer Schauspieler.

## Leben und Karriere
Er begann seine Schauspielkarriere mit Rollen in neuseeländischen Film- und Fernsehproduktionen. Von 1992 bis 1995 gehörte er zur Stammbesetzung der neuseeländischen Seifenoper Shortland Street. Es folgten Rollen in der australischen Seifenoper Home and Away und in der Dramaserie Big Sky.
1997 zog er in die USA, um Karriere zu machen und ließ sich im Neighborhood Playhouse in New York City zum Schauspieler ausbilden. Wie viele Schauspieler, nahm er an zahlreichen Vorsprechen teil, bis er schließlich 2002 mit der männlichen Hauptrolle in dem Horrorfilm The Ring seinen ersten größeren Erfolg feierte. 2004 übernahm er neben Piper Perabo im Filmdrama Das perfekte Paar eine der Hauptrollen. Es folgten Hauptrollen in den Filmen Hart am Limit, Liebe lieber indisch und Little Fish. Zudem wirkte er im Musikvideo zu Britney Spears’ Single Toxic mit. Von 2015 bis 2017 spielte er in der Fernsehserie Grey’s Anatomy die Rolle des Herzchirurgen Nathan Riggs. Seit 2019 verkörpert er den Barbesitzer und ehemaligen Marine Jack Sheridan in der Netflix-Serie Virgin River.

## Filmografie (Auswahl)
- 1992–1995: Shortland Street (Fernsehserie, unbekannte Anzahl)
- 1996: Home and Away (Fernsehserie, 7 Episoden)
- 1997–1999: Big Sky (Fernsehserie, 53 Episoden)
- 2002: Ring (The Ring)
- 2002: Windtalkers
- 2003: Skagerrak
- 2004: Das perfekte Paar (Perfect Opposites)
- 2004: Hart am Limit (Torque)
- 2005: Liebe lieber indisch (Bride & Prejudice)
- 2005: Little Fish
- 2006: Flyboys – Helden der Lüfte (Flyboys)
- 2007: Smokin’ Aces
- 2007: Battle in Seattle
- 2009: Dr. House (House, Fernsehserie, Episode 5x12)
- 2011: Off the Map (Fernsehserie, 13 Episoden)
- 2013: Devil’s Knot – Im Schatten der Wahrheit (Devil’s Knot)
- 2014: Secrets & Lies (Fernsehserie, 6 Episoden)
- 2014–2015: The Red Road (Fernsehserie, 12 Episoden)
- 2015: Everest
- 2015–2017: Grey’s Anatomy (Fernsehserie, 48 Episoden)
- 2016: Himmelskind (Miracles from Heaven)
- 2018: The Strangers: Opfernacht (The Strangers: Prey at Night)
- seit 2019: Virgin River (Fernsehserie)
- 2020: The Gloaming (Miniserie, 8 Episoden)
- 2022: X